# Arthur-Gletscher (Antarktika)
Der Arthur-Gletscher ist ein rund 40 Kilometer langer Talgletscher im westantarktischen Marie-Byrd-Land. In den Ford Ranges fließt er in westlicher Richtung zwischen den Swanson Mountains im Norden und den Bergen Mount Rea und Mount Cooper im Süden zum Sulzberger-Schelfeis.
Entdeckt wurde er von Teilnehmern der Westbasis der United States Antarctic Service Expedition (1939–1941) bei Flügen und Vermessungen vor Ort zwischen November und Dezember 1940. Das Advisory Committee on Antarctic Names benannte ihn nach Konteradmiral Arthur C. Davis (1893–1965), Oberkommandierender der Flugeinheiten der United States Navy.